# مکس لورنتس
مکس اُتو لورنتس (۱۹ سپتامبر ۱۸۷۶–۱ ژوئیه ۱۹۵۹) یک اقتصاددان آمریکایی بود که در سال ۱۹۰۵ منحنی لورنتس را در مقاله ای برای دوره کارشناسی توسعه داد. وی هنگامی که دانشجوی دکترا در دانشگاه ویسکانسین – مدیسن بود مقاله ای در این باره منتشر کرد.
او اصالتی آلمانی داشت، پدرش در سال ۱۸۴۱ در اسن در استان راین، پادشاهی پروس به دنیا آمد.پدرش یک تاجر موفق بود. لورنتس در سال ۱۸۹۹ لیسانس خود را از دانشگاه آیووا دریافت کرد. در سال 1906 دکترای اقتصاد خود را از دانشگاه ویسکانسین دریافت کرد. عنوان پایان نامه وی نظریه اقتصادی نرخ راه آهن بود.
وی در زمینه انتشار و تدریس فعال بود و در دوره های مختلف در اداره سرشماری ایالات متحده، اداره اقتصاد راه آهن ایالات متحده، اداره آمار ایالات متحده و کمیسیون تجارت بین ایالتی ایالات متحده کار می کرد. در سال ۱۹۱۷ به عنوان عضو انجمن آماری آمریکا انتخاب شد. در سال ۱۹۱۶/۱۷ لورنتس رئیس "کمیسیون هشت ساعته" بود، که اجرای قانون هشت ساعته در ایالات متحده را بررسی کرد. همچنین نیز وی از سال ۱۹۱۱، برای کمیسیون تجارت بین ایالتی (ICC) کار می کرد.
در سال ۱۹۱۱ لورنتس با نلی فلورانس شیتز، دختر یک وکیل از کلمبوس، اوهایو ازدواج کرد و حاصل این ازدواج ۳ فرزند بود.
کارهای لورنز در ICC عمدتاً شامل جمع آوری و تجزیه و تحلیل داده ها در مورد حمل و نقل با اتوبوس، قطار و کشتی بود که برای تعیین تعرفه ها و بهبود عملیات مورد استفاده قرار گرفت. وی به همراه سه اقتصاددان دیگر نویسنده یک کتاب درسی مشهور است.
امروزه اما او عمدتاً به خاطر مقاله خود در زمینه توزیع درآمد که در دوران دکترای خود نوشت، شناخته شده است.